# کاله اسونسون
کاله اسونسون (سوئدی: Kalle Svensson; ۱۱ نوامبر ۱۹۲۵ – ۱۵ ژوئن ۲۰۰۰) بازیکن فوتبال اهل سوئد بود.
از باشگاه‌هایی که در آن بازی کرده‌است، می‌توان به باشگاه فوتبال هلسینگبورگس اشاره کرد.
وی در مسابقات کشوری و بین‌المللی در مجموع برندهٔ ۱ مدال طلا، ۲ مدال نقره و ۱ مدال برنز شده‌است.